# Agnéby (ehemalige Region)
Agnéby ist eine ehemalige Verwaltungsregion der Elfenbeinküste mit der Hauptstadt Agboville.

## Bevölkerung
Einer Schätzung von 2007 zufolge hat Agnéby ca. 822.592 Einwohner und somit bei einer Fläche von 9.080 km² eine Bevölkerungsdichte von 91 Einwohnern pro km². Bei der letzten Volkszählung im Jahr 1988 wurden 440.995 Einwohner gezählt. Ethnien in der Region sind die Attié und die Abé.

## Geographie
Agnéby liegt im Südosten der Elfenbeinküste und grenzt im Norden an N’zi-Comoé, im Osten an Moyen-Comoé und im Süden und Westen an Lagunes. Die Region ist in die Départements Adzopé und Agboville eingeteilt.